# Philipp von Rathsamhausen

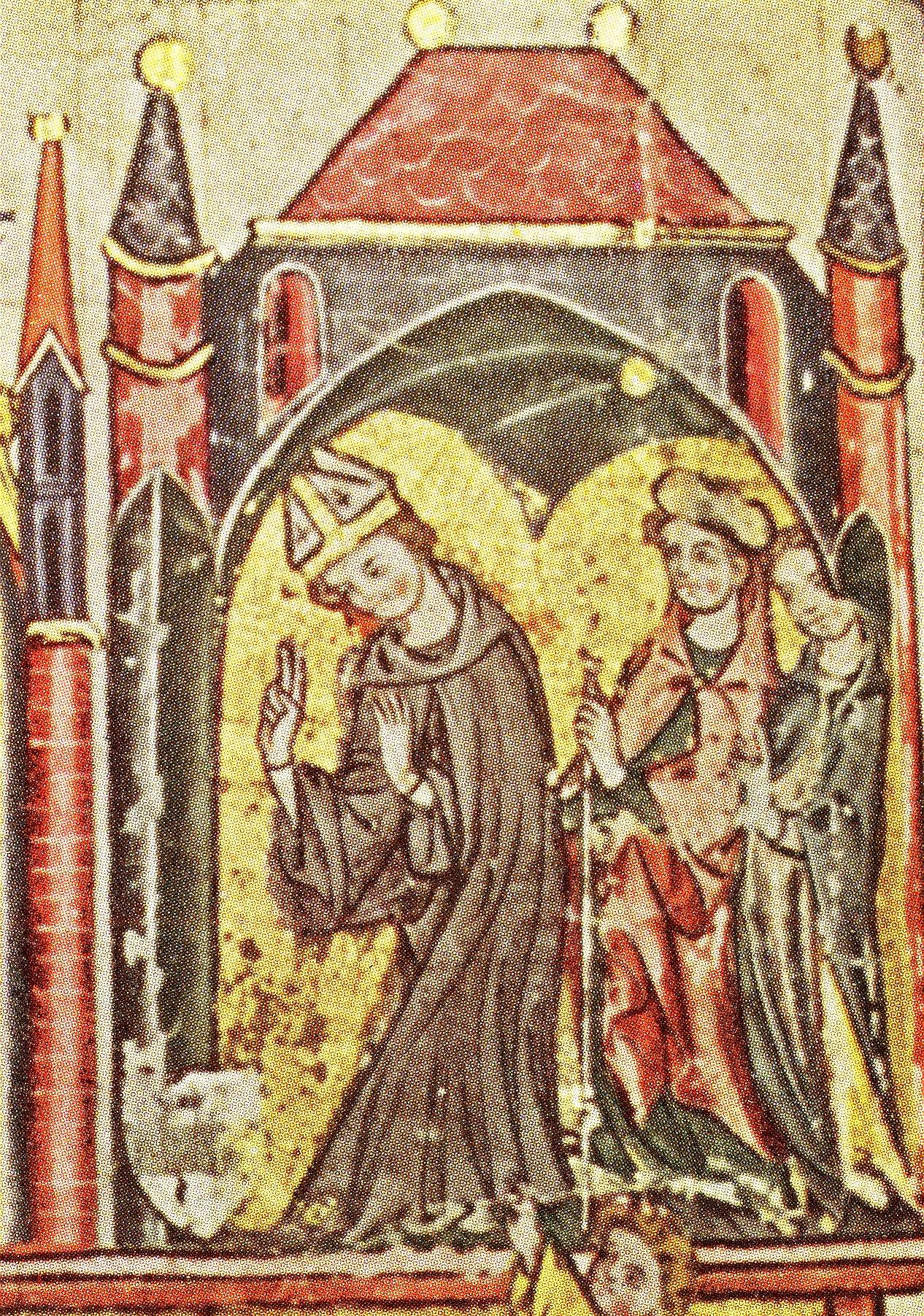
Bischof Philipp als Prediger im Pontifikale Gundekarianum

Philipp von Rathsamhausen (* zwischen 1240 und 1245; † 25. Februar 1322) war Zisterzienser, Magister der Theologie und Fürstbischof von Eichstätt von 1306 bis 1322.

## Herkunft

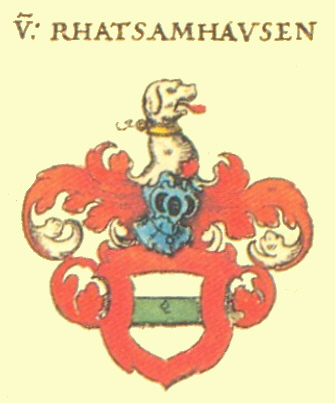
Wappen der Rathsamhausen

Philipp stammte aus edelfreiem, erstmals 1127 hervortretendem elsässischen Adelsgeschlecht. Namensgebender Stammsitz war eine völlig abgegangene Burg bei den Weilern Nieder- und Oberrathsamhausen bei Schlettstadt.

## Der Mönch
Der Vater war möglicherweise Philipp de Racenhusen, der im 13. Jahrhundert die Burg Kintzheim westlich von Schlettstadt besaß. Mit ziemlicher Sicherheit wurde Philipp, der spätere Abt und Bischof, zwischen 1240 und 1245 geboren. 1256 nahm er an der Translation der willibaldinischen Gebeine in Eichstätt teil. Er wurde in seiner Jugend, wie er selbst berichtete, „in den weltlichen Wissenschaften“ unterrichtet. Rund 30 Jahre nach seinem Tod ist davon die Rede, dass er „magister in theologia“ gewesen sei; die theologische Ausbildung dürfte er zwischen 1260 und 1300 an der Universität Paris absolviert haben, wo der Zisterzienserorden ein eigenes Studienhaus, das Collegium S. Bernardi, besaß, das von jeder Abtei des Ordens beschickt werden durfte. Wann Philipp jedoch zuvor in die elsässische Zisterzienserabtei Pairis (Bistum Basel) eingetreten ist und wann er nach seinen Studien dorthin zurückkehrte, ist unbekannt. Spätestens 1301 wurde er jedenfalls Abt dieses Klosters. Unter ihm setzte ein wirtschaftlicher Aufstieg des Klosters ein, der es ihm ermöglichte, eine Chorkapelle an die Klosterkirche anzubauen und in Colmar eine Antoniuskapelle zu errichten.

## Der Bischof
1306 unternahm der Abt im Auftrag von König Albrecht I. zusammen mit dem Eichstätter Bischof und Hofkanzler des Königs, Johann I., eine Diplomatenreise nach Lyon zu Papst Clemens V. Daraufhin wurde er vom Papst in Nachfolge des gleichzeitig nach Straßburg versetzten Johann zum Bischof von Eichstätt ernannt und am 18. Februar 1306 berufen. Am 28. April 1306 wurden ihm in Schweinfurt die Regalien verliehen, und im Mai 1306 zog er in Eichstätt ein. Das Eichstätter Domkapitel arrangierte sich mit seiner Ernennung, und Philipp wurde auch von König Albrecht I. anerkannt. Auch unter Heinrich VII., der im Februar 1310 mit seiner Gemahlin Margareta von Brabant Eichstätt besuchte, spielte Philipp eine wichtige Rolle als königlicher Vertrauter und Berater in der Reichspolitik und als Erzieher seines Sohnes Johann, des minderjährigen Königs von Böhmen. Als Begleiter des Königs ist er auf seinen Reisen innerhalb Europas mehrfach belegt. Schließlich war er auch bei den Vorverhandlungen der Ernennung von Ludwig dem Bayern beteiligt und persönlich bei dessen Wahl zum König in Sachsenhausen bei Frankfurt zugegen. Nach den Wahlverhandlungen von 1314 zog sich Philipp aus der Reichspolitik gänzlich zurück.
Bischof Philipp förderte den Welt- und Ordensklerus. 1307 hielt er eine Diözesansynode ab; hierbei ging er so gründlich gegen Missstände vor, dass mehr als 50 Pfarreien durch die Synode frei wurden. Zum Generalvikar bestellte er den Stiftspropst von Spalt, Magister Ulrich. Erstmals bekam das Bistum mit Heinrich einen Weihbischof. Klöstern in seiner Diözese inkorporierte er insgesamt 17 Pfarreien. Er weihte auch Kirchen – 1308 allein 17 – und gab Anweisungen zum Gebet und zur Liturgie. Er selbst galt als meisterhafter Prediger und ist als solcher auch im Pontifikale Gundekarianum dargestellt. Auch in seinen zahlreichen religiös-theologischen Schriften, darunter Lebensbeschreibungen der Diözesanheiligen Willibald und Walburga, zeigt sich seine Liebe zur Rhetorik. 1309 erhob er die Gebeine des Bischofs Gundekar II. und ließ sie in einer noch heute vorhandenen Steintumba in der Johanneskapelle des Domes neu beisetzen. 1316 ließ er das Grab des hl. Deocar in der Stiftskirche von Herrieden öffnen und gab Reliquien zu dessen Verehrung ab; ein Teil kam als königliches Geschenk nach Nürnberg, wo 1406 an der St. Lorenzkirche eine Deokarkapelle angebaut wurde.
In der Territorialpolitik bemühte er sich, das Erbe der Hirschberger nach dem Tod des letzten Grafen am 4. März 1305 für das Hochstift zu sichern. Seine guten Beziehungen zu den deutschen Königen kamen ihm hierbei zu statten. So entschied König Albrecht I. 1306 bei mehr als 50 Dörfern und Dorfgerichten im Altmühl-, Sulz- und Anlautergebiet zugunsten des Bischofs. Widerstand brach der Bischof notfalls mit Gewalt. Als 1310 Heinrich VII. Graf Konrad von Öttingen ächtete, wurden dessen Städte Herrieden und Ornbau als an Eichstätt zurückgefallene Lehen erklärt; das zerstörte Herrieden kam aber erst 1316 durch Eingreifen von König Ludwig dem Bayern an den Bischof. 1311 gab Heinrich VII. die Stadt Greding dem Bischof zurück. Zeit seines Lebens versuchte Philipp, den auch nach der Hirschberger Erbschaft fortbestehenden mächtigen Einfluss des kaiserlichen Landgerichts Hirschberg einzuschränken – mit wenig Erfolg.
Die durch die Hirschberger Erbschaft entstandene schwere Schuldenlast des Bistums wuchs unter Philipp durch neue Schulden und Verpfändungen weiter an, mit denen er seine kriegerischen Auseinandersetzungen finanzierte. Durch kaiserliches Eingreifen wurden seine Schulden bei den Juden gestundet. 1316 war die finanzielle Lage schließlich so ernst geworden, dass der Bischof den Thesaurer der Eichstätter Kirche und späteren Nachfolger, Marquard I. von Hagel, zum Generalprokurator bestellte, der bis 1324 nahezu sämtliche Schulden abtrug. Philipp starb hochbetagt 1322 und wurde im Willibaldschor des Eichstätter Domes begraben. Sein Grab ist heute unbekannt.

## Werke
- Commentarius de vita et rebus gestis S. Walpurgae virginis : abbastissae monasterii in Heidenheim ... Dioecesis Eystettensis patronae, ex Philippo XXXIX. episcopo Eystettensi concinnatus. - Ingolstadii : Amgermaria vidua, 1616. Digitalisierte Ausgabe der Universitäts- und Landesbibliothek Düsseldorf